# 岐阜県立羽島高等学校柳津分校
岐阜県立羽島高等学校柳津分校（ぎふけんりつはしまこうとうがっこうやないづぶんこう）は、かつて岐阜県羽島郡柳津町（現・岐阜市）にあった公立の高等学校の分校。

## 概要
- 羽島高等学校の定時制の分校であった。岐阜県立の高等学校の分校であったが、設置者は柳津町であった[1]。
- この地域の繊維会社の従業員のために設置されたこともあり、校地は岐阜紡績（現・トヨタ紡織岐阜工場）に隣接していた。また、一部の施設（講堂・運動場・プールなど）は岐阜紡績の施設であった。
- 廃校後、校舎等は改修され、防災倉庫と社会体育館となった。2019年現在、跡地は岐阜市消防本部南消防署柳津分署となっている。また、豊田紡織の施設でもあった講堂、運動場などは、2019年現在、商業施設のカラフルタウン岐阜の敷地となっている。

## 沿革
- 1953年（昭和28年）3月24日 - 柳津村議会文教委員会にて、定時制の羽島高等学校柳津分校の設置を議決する。
- 1954年（昭和29年）
  - 3月30日 - 設置の認可を受ける。
  - 4月18日 - 羽島高等学校柳津分校として開校。岐阜紡績内の建物を仮校舎とする。開校時の生徒数は120名[注釈 2]。
- 1956年（昭和31年）9月26日 - 稲葉郡佐波村と羽島郡柳津村が合併し、羽島郡柳津町となる。
- 1958年（昭和33年）11月9日 - 現在地に校舎（鉄筋コンクリート造2階建）が完成。岐阜紡績敷地内に、柳津分校との共用施設（講堂・運動場・プール）が完成。
- 1961年（昭和36年）8月 - 特別教室（木造平屋建）が完成。
- 1966年（昭和41年）8月 - 管理棟（鉄筋コンクリート造2階立）が完成。
- 1968年（昭和43年）3月1日 - 岐阜紡績が豊田紡織岐阜工場になる。
- 1981年（昭和56年）
  - 2月8日 - 閉校式を行う。最後の卒業生は21名。
  - 3月31日 - 廃校。